# Saint-Lézin
Saint-Lézin ist eine Ortschaft und ehemalige Gemeinde mit 746 Einwohnern (Stand: 1. Januar 2022) im französischen Département Maine-et-Loire in der Region Pays de la Loire. Sie gehörte zum Arrondissement Cholet. Die Bewohner werden Liciniens und Liciniennes genannt.
Der Erlass des Präfekten vom 24. September 2015 legte mit Wirkung zum 15. Dezember 2015 die Eingliederung von Saint-Lézin als Commune déléguée gemeinsam mit zwölf bis dahin selbstständigen Gemeinden und Ortschaften zur Commune nouvelle Chemillé-en-Anjou fest.

## Geografie

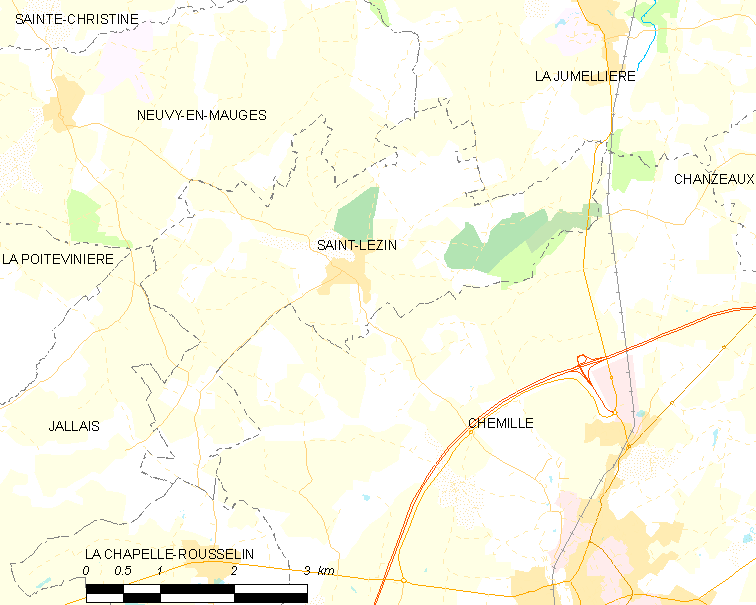
Karte von Saint-Lézin

Saint-Lézin liegt etwa 30 Kilometer südwestlich von Angers, etwa 53 Kilometer westlich von Saumur und etwa 23 Kilometer nordnordöstlich von Cholet in der Région naturelle der Mauges, Teil der historischen Provinz des Anjou. Das Gebiet von Saint-Lézin liegt im äußersten Südosten des Armorikanischen Massivs. Aus geologischer Sicht besteht der Untergrund aus metamorphem Gestein aus dem Unteren Silur. Das Bodenrelief ist insgesamt hügelig mit Höhen über 100 m. Das Ortszentrum befindet sich dabei auf etwa 98 m Höhe. Saint-Lézin wird vom im Oberlauf zeitweise trockenfallende Ruisseau de l’Aubance entwässert, der auf dem Ortsgebiet entspringt.
Umgeben wird Saint-Lézin von der Nachbargemeinde und vier Communes déléguées von Chemillé-en-Anjou:
| Neuvy-en-Mauges (Commune déléguée) |                                             | La Jumellière (Commune déléguée) |
| Beaupréau-en-Mauges                | Kompassrose, die auf Nachbargemeinden zeigt |                                  |
|                                    | La Chapelle-Rousselin (Commune déléguée)    | Chemillé (Commune déléguée)      |

## Toponymie und Geschichte
Frühere Formen des Ortsnamens waren:
Capella Sancti Licinii (1090–1110), Capella Sancti Licinii juxta boscum Albancie (1100–1120), Capella Albancie und Presbiter de Albancia (circa 1130), Sanctus Lucinius de Bosco Aubencie (1467), Saint-Lézin-du-Bois-d’Aubance (1535), St-Lézin-du-Boys (1539), Saint-Lézin-d’Aubance (1620 und 1685), Saint Lezin de Chemiré (1793), Saint-Lezin (1801).
Zwei Äxte aus poliertem Gestein aus der Urgeschichte sind auf dem Ortsgebiet gefunden worden. Seit der Hälfte des 11. Jahrhunderts existierte die Kapelle Saint-Lézin am Waldrand, die von Sigebrand, Lehnsherr von Chemillé, den Benediktinern von Saint-Nicolas in Angers überließ. Die Landschaft wurde teilweise nach dem 14. Jahrhundert gerodet. Die abgelegene Siedlung konnte bis zur Französischen Revolution nicht als eigene Pfarrgemeinde begründet werden, sondern war Filialgemeinde von La Chapelle-Rousselin. Das Dorf war vom Aufstand der Vendée, dem bewaffneten Kampf der royalistisch-katholisch gesinnten Landbevölkerung gegen Repräsentanten und Truppen der Ersten Französischen Republik, betroffen. Aufständische versammelten sich in den Wäldern von Saint-Lézin, darunter Henri de La Rochejaquelein und Jean-Nicolas Stofflet. Am 24. Januar 1794 besetzten Höllenkolonnen von General Joseph Crouzat das Dorf, als sie vom republiktreuen Pfarrer von der Existenz der Aufständischen in der Umgegend erfahren hatten. Am nächsten Tag plünderte eine Kolonne unter Étienne Jean-François Cordellier-Delanoüe das Dorf.
Zwischen 1806 und 1827 war die Gemeinde La Chapelle-Rousselin eingemeindet.

## Bevölkerungsentwicklung
| Saint-Lézin: Einwohnerzahlen von 1793 bis 2020                                                                             | Saint-Lézin: Einwohnerzahlen von 1793 bis 2020 | Saint-Lézin: Einwohnerzahlen von 1793 bis 2020 | Saint-Lézin: Einwohnerzahlen von 1793 bis 2020 | Saint-Lézin: Einwohnerzahlen von 1793 bis 2020 |
| --- | ---------------------------------------------- | ---------------------------------------------- | ---------------------------------------------- | ---------------------------------------------- |
| Jahr |                                                |                                                |                                                | Einwohner                                      |
| 1793 | 1793                                           |                                                | 830                                            | 830                                            |
| 1800 | 1800                                           |                                                | 319                                            | 319                                            |
| 1806 | 1806                                           |                                                | 852                                            | 852                                            |
| 1821 | 1821                                           |                                                | 1.404                                          | 1.404                                          |
| 1831 | 1831                                           |                                                | 876                                            | 876                                            |
| 1836 | 1836                                           |                                                | 816                                            | 816                                            |
| 1841 | 1841                                           |                                                | 854                                            | 854                                            |
| 1846 | 1846                                           |                                                | 894                                            | 894                                            |
| 1851 | 1851                                           |                                                | 965                                            | 965                                            |
| 1856 | 1856                                           |                                                | 958                                            | 958                                            |
| 1861 | 1861                                           |                                                | 919                                            | 919                                            |
| 1866 | 1866                                           |                                                | 954                                            | 954                                            |
| 1872 | 1872                                           |                                                | 932                                            | 932                                            |
| 1876 | 1876                                           |                                                | 918                                            | 918                                            |
| 1881 | 1881                                           |                                                | 999                                            | 999                                            |
| 1886 | 1886                                           |                                                | 920                                            | 920                                            |
| 1891 | 1891                                           |                                                | 886                                            | 886                                            |
| 1896 | 1896                                           |                                                | 803                                            | 803                                            |
| 1901 | 1901                                           |                                                | 774                                            | 774                                            |
| 1906 | 1906                                           |                                                | 694                                            | 694                                            |
| 1911 | 1911                                           |                                                | 668                                            | 668                                            |
| 1921 | 1921                                           |                                                | 660                                            | 660                                            |
| 1926 | 1926                                           |                                                | 656                                            | 656                                            |
| 1931 | 1931                                           |                                                | 625                                            | 625                                            |
| 1936 | 1936                                           |                                                | 644                                            | 644                                            |
| 1946 | 1946                                           |                                                | 572                                            | 572                                            |
| 1954 | 1954                                           |                                                | 571                                            | 571                                            |
| 1962 | 1962                                           |                                                | 625                                            | 625                                            |
| 1968 | 1968                                           |                                                | 667                                            | 667                                            |
| 1975 | 1975                                           |                                                | 644                                            | 644                                            |
| 1982 | 1982                                           |                                                | 691                                            | 691                                            |
| 1990 | 1990                                           |                                                | 693                                            | 693                                            |
| 1999 | 1999                                           |                                                | 679                                            | 679                                            |
| 2006 | 2006                                           |                                                | 712                                            | 712                                            |
| 2013 | 2013                                           |                                                | 777                                            | 777                                            |
| 2020 | 2020                                           |                                                | 744                                            | 744                                            |
| Quelle(n): EHESS/Cassini bis 1999, INSEE ab 2006 Anmerkung(en): Ab 1962 offizielle Zahlen ohne Einwohner mit Zweitwohnsitz |                                                |                                                |                                                |                                                |

Der Bevölkerungsrückgang am Ende des 18. und zu Beginn des 19. Jahrhunderts ist eine Folge der Unruhen im Rahmen des Aufstands der Vendée.

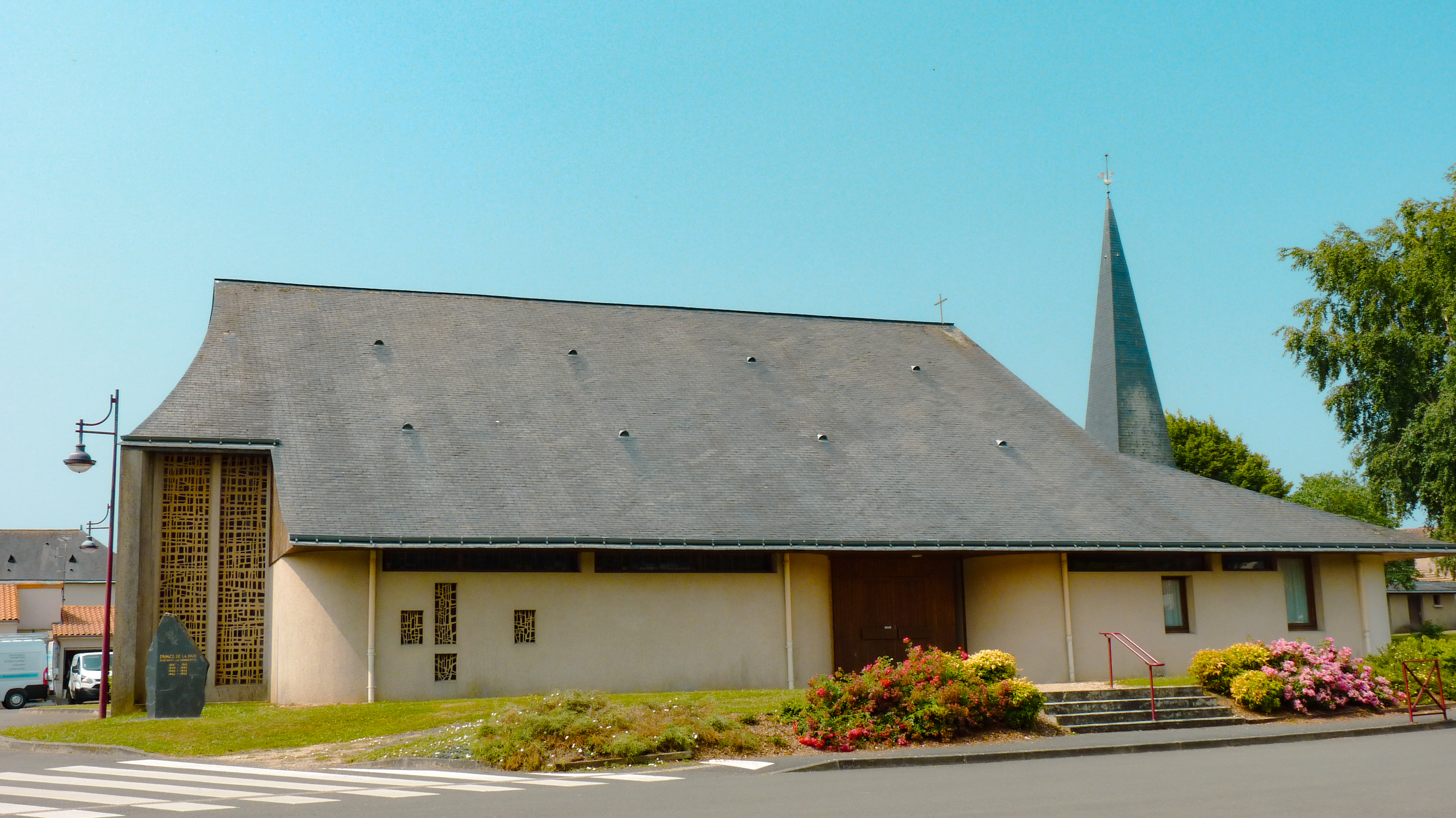
Kirche Saint-Lézin

## Sehenswürdigkeiten
- Kirche Saint-Lézin, im 20. Jahrhundert im zeitgenössischen Stil neu gebaut. Sie ersetzt einen Vorgängerbau aus dem 19. Jahrhundert